# Seweryn Wielanier
Seweryn Wielanier (ur. 3 stycznia 1903, zm. 23 września 1993 w Warszawie) – polski inżynier, współkonstruktor pistoletu maszynowego „Błyskawica”, który dzięki prostej konstrukcji był produkowany w zakładach rzemieślniczych. Polska była jedynym z okupowanych krajów, który w warunkach kospiracji produkował broń własnej konstrukcji. Uczestnik powstania warszawskiego.
W czasie II wojny światowej czynnie zaangażowany był w działania Armii Krajowej. Trafił do Oddziału IV Kwatermistrzowskiego. Posługiwał się pseudonimami Sapieżyński, Witold i PR. W latach 1943–44 kierował konspiracyjną produkcją części pistoletu maszynowego Błyskawica w kilkunastu warszawskich warsztatach, które znajdowały się w rękach niemieckiego okupanta. Po zakończeniu powstania warszawskiego opuścił miasto razem z ludnością cywilną.
Po wojnie mieszkał przy ul. Londyńskiej 9 na Saskiej Kępie w Warszawie.

## Upamiętnienie
- Tablica pamiątkowa na domu, w którym mieszkał, odsłonięta 8 listopada 2014[4].